# Tublay
Tublay is een gemeente in de Filipijnse provincie Benguet op het eiland Luzon. Bij de laatste census in 2007 had de gemeente ruim 15 duizend inwoners.

## Geografie

### Bestuurlijke indeling
Tublay is onderverdeeld in de volgende 8 barangays:
- Ambassador
- Ambongdolan
- Ba-ayan
- Basil
- Daclan
- Caponga
- Tublay Central
- Tuel

## Demografie
Tublay had bij de census van 2007 een inwoneraantal van 15.096 mensen. Dit zijn 1.424 mensen (10,4%) meer dan bij de vorige census van 2000. De gemiddelde jaarlijkse groei komt daarmee uit op 1,38%, hetgeen lager is dan het landelijk jaarlijks gemiddelde over deze periode (2,04%). Vergeleken met de census van 1995 is het aantal mensen met 1.833 (13,8%) toegenomen.

De bevolkingsdichtheid van Tublay was ten tijde van de laatste census, met 15.096 inwoners op 103 km², 146,6 mensen per km².